# Pillangó (film, 2017)
A Pillangó (eredeti cím: Papillon) 2017-ben bemutatott életrajzi dráma, melyet Michael Noer rendezett. A főszerepben Charlie Hunnam és Rami Malek mint Henri Charrière és Louis Dega. A film forgatókönyve Charrière Papillon és Banco című önéletrajzán, valamint az előbbi 1973-as filmadaptációján alapul, amelyet Dalton Trumbo és Lorenzo Semple Jr. írt, és amelynek főszereplői Steve McQueen és Dustin Hoffman voltak.
A Pillangót 2017. szeptember 9-én mutatták be a 2017-es Torontói Nemzetközi Filmfesztiválon a különleges előadások szekcióban. Az Amerikai Egyesült Államokban 2017. szeptember 9-én mutatták be, Magyarországon DVD-n jelent meg szinkronizálva 2019. májusában.
A film megtörtént események alapján készült.

## Cselekmény
Henri "Papillon" Charrière-t, a párizsi alvilág széf-feltörő tolvaját ezúttal gyilkossággal vádolják. Bár szeretője, Nenette vallomása alapján alibije van, Papillont elítélik és a hírhedt büntetőtelepre szállítják, a Francia Guyanába - egy pokoli börtönbe, ahonnan még senki sem szökött meg.
A Dél-Amerikába tartó hajón Papillon találkozik egy Louis Dega nevű furcsa pénzhamisítóval. Aznap este Dega arra ébred, hogy két fegyenc megöli a mellette alvó rabot, akik felvágják a gyomrát, és ellopják a lenyelt pénzt. Papillon valószínűtlen szövetséget köt Degával, akit a többi rab célkeresztjébe vesz, mert azzal gyanúsítják, hogy ő is pénzt rejteget. Az éjszaka folyamán Papillon megmenti Dega életét, de az őrök viszont megbüntetik verekedésért. Papillon védelméért cserébe Dega hajlandó finanszírozni a férfi szökését, ami végül tartós barátságot eredményez.
Miközben Papillont és Degát egy lefejezett holttest elszállítására utasítanak, egy őr elkezdi korbácsolni Degát. Papillon egy kővel leüti az őrt, és a dzsungelbe menekül (ez az első szökése). Két év néma magánzárkát kap. Miután az igazgató megtudja, hogy extra élelmet (kókuszdió) kap valahonnan, fejadagját felére csökkentik, amíg meg nem mondja szállítójának nevét. Papillon azonban nem árulja el Degát.
A második szökési terv a börtön gyengélkedőjéről indul, miközben Papillon azt színleli, hogy őrült. Dega ezúttal az igazgató segédje lett, és még mindig van pénze a szökés finanszírozására. Celier-nek van kapcsolata egy hajó megszerzéséhez, és a szexuálisan zaklatott Maturette a negyedik, aki csatlakozik a veszélyes vállalkozásra. Dega elkábítja az őröket olyan gyógyszerekkel, amelyeket a feltételezetten megőrült Papillon nyugtatására szolgáltak, a három másik pedig a falakon át a dzsungelbe szökik - Degának közben megsérül a lába -, el kell jutniuk egy hajóhoz, amelyet Dega fizetett ki.
A vihar közeledtével nyilvánvalóvá válik, hogy nem fogják mindannyian túlélni az időközbeni kilyukadt csónakban. Celier meg akarja ölni a sérült Degát, de Papillon megvédi, aki leszúrja és megöli Celiert, miközben az Papillonnal harcol. Miután egy alattomos vihar elpusztítja hajójukat, a három túlélő egy kolumbiai kolostorban találja magát, ahol ápolásba veszik őket. Látszólagos szabadságuk rövid életű. A börtönhatóságok megérkeznek, megölik Maturette-et, Papillont pedig visszaküldik a Királyi szigetre, ahol öt év, magánzárkában töltött időre ítélik. Degát pedig az Ördög-szigetre küldik.
Papillont idősebb, megöregedett férfiként engedik ki a magánzárkából, és az Ördög-szigetre küldik, ahol a magas sziklák természetes akadályt jelentenek a szökési kísérleteknek. Megtalálja Degát, aki alkalmazkodott a börtönélethez, és már nem érdekli a szökés. Mivel a sziklákról való lezuhanás a biztos halált jelentené, Papillon kókuszdiókat zsákol össze alkalmi tutajnak. Egy hullámverés során leugrik a sziklákról, és túléli a zuhanást.  A harmadik szökés sikerrel jár, és szabad ember lesz. Emlékiratot ír a börtönben töltött időszakáról és szökési kísérleteiről.
A film utószava így szól: Több mint 80.000 foglyot ítéltek a francia guyanai büntetőkolóniára, akik közül a legtöbben soha nem tértek vissza Franciaországba. Henri Charriere Papillon című önéletrajza 21 héten át lett Franciaországban az első számú bestseller. A mai napig több mint 13 millió példányban kelt el 30 nyelven. 1970-ben a francia Igazságügyi miniszter (Ministère de la Justice) aláírta Charriere visszatérésének engedélyezését. Élete hátralévő részében szabad emberként élt. A francia guyanai büntetőtelep nem élte túl őt.

## Szereplők
| Szerep                     | Színész               | Magyar hang        |
| -------------------------- | --------------------- | ------------------ |
| Henri "Papillon" Charrière | Charlie Hunnam        | Schmied Zoltán     |
| Louis Dega                 | Rami Malek            | Fehér Tibor        |
| Celier                     | Roland Møller         | Makranczi Zalán    |
| Barrot börtönigazgató      | Yorick van Wageningen | Barbinek Péter     |
| Álarcos Breton             | Tommy Flanagan        |                    |
| Nenette                    | Eve Hewson            | Bogdányi Titanilla |
| Julot                      | Michael Socha         | Hamvas Dániel      |
| Guittou                    | Brian Vernel          |                    |
| Santini                    | Luka Peroš            | Maday Gábor        |
| Marturette                 | Joel Basman           | Rada Bálint        |
| Toussaint                  | Ian Beattie           | Törköly Levente    |

További magyar hangok: Elek Ferenc, Szokol Péter, Kapácsy Miklós,

## A film készítése
Európa különböző helyszínein forgatták, beleértve Montenegrót, Máltát és Belgrádot, Szerbiát.

## Megjelenés
A Pillangó 2018. augusztus 24-én jelent meg az Amerikai Egyesült Államokban a Bleecker Street forgalmazásában.

## Bevétel
A film a nyitóhétvégén 544 moziból 1,2 millió dollárral debütált, és a 16. helyen végzett. 2018. szeptember 13-ig a Pillangó az Egyesült Államokban és Kanadában 2 335 896 dolláros, más területeken pedig 2 180 684 dolláros bevételt gyűjtött, így összesen világszerte 4 516 580 dolláros bevételt termelt.

## Fordítás
- Ez a szócikk részben vagy egészben  a   Papillon (2017 film) című angol Wikipédia-szócikk fordításán alapul.  Az eredeti cikk szerkesztőit annak laptörténete sorolja fel. Ez a jelzés csupán a megfogalmazás eredetét és a szerzői jogokat jelzi, nem szolgál a cikkben szereplő információk forrásmegjelöléseként.